# Nuova Rivista Musicale Italiana
La Nuova Rivista Musicale Italiana (també coneguda com a NRMI) és un diari bimestral de musicologia editat per Rai Eri. El primer número va ser datat al maig-juny de l'any 1967.
Des del 2008 està dirigida per Giuseppe Antonio Marchetti Tricamo. El Comitè Científic està compost per musicòlegs i acadèmics: Giovanni Carli Ballola, Paolo Donati, George Pestelli, Giancarlo Rostirolla i Roman Vlad.
L'adreça i edifici de l'entidat es troben a Roma.